# テオ・ヴァン・デ・サンデ
テオ・ヴァン・デ・サンデ（Theo van de Sande ASC, 本名: Theodorus Amandus Maria van de Sande, 1947年5月10日 - ）は、オランダの撮影監督。
北ブラバント州ティルブルフ出身。アムステルダムの映画学校で学んだのち、1972年から撮影技師の仕事を始める。
1991年より、全米撮影監督協会（ASC）の会員。

## 主なフィルモグラフィ
- イリュージョニスト De illusionist (1983)
- アイスクリーム・パーラー De iJssalon (1985)
- 追想のかなた De aanslag (1986)
- デランシー・ストリート/恋人たちの街角 Crossing Delancey (1988)
- ミラクル・マイル Miracle Mile (1989)
- ルーフ・トップ Rooftops (1989)
- ペンタグラム/悪魔の烙印 The First Power (1990)
- ワンス・アラウンド Once Around (1991)
- myベスト・フレンズ Eyes of an Angel (1991)
- ボディ・パーツ Body Parts (1991)
- ウェインズ・ワールド Wyane's World (1992)
- マイ・スイート・ファミリー Big Girls Don't Cry... They Get Even (1992)
- サバイバルガイド Bushwhacked (1995)
- ボルケーノ Volcano (1997)
- ブレイド Blade (1998)
- クルーエル・インテンションズ Cruel Intentions (1999)
- ビッグ・ダディ Big Daddy (1999)
- モリー先生との火曜日 Tuesdays with Morrie (1999) テレビ映画
- リトル★ニッキー Little Nicky (2000)
- ダブル・テイク Double Take (2000)
- ハイ・クライムズ High Crimes (2002)
- タイムリミット Out of Time (2003)
- カレの嘘と彼女のヒミツ Little Black Book (2004)
- ビューティー・ショップ Beauty Shop (2005)
- ヘレンとフランクと18人の子供たち Yours, Mine and Ours (2005)
- ホームタウン 〜僕らの再会〜 October Road (2006) テレビドラマ、5話分
- ロード・トリップ パパは誰にも止められない! College Road Trip (2008)
- メモリー・キーパーの娘 The Memory Keeper's Daughter (2008) テレビ映画
- ザ・ホール The Hole (2009)
- アダルトボーイズ青春白書 Grown Ups (2010)
- ウソツキは結婚のはじまり Just Go with It (2011)
- アダルトボーイズ遊遊白書 Grown Ups 2 (2013)
- バッドサンタ2 Bad Santa 2 (2016)
- 僕のミッシー The Wrong Missy (2020)